# Ensemble August-Ullrich-Straße/Domstraße

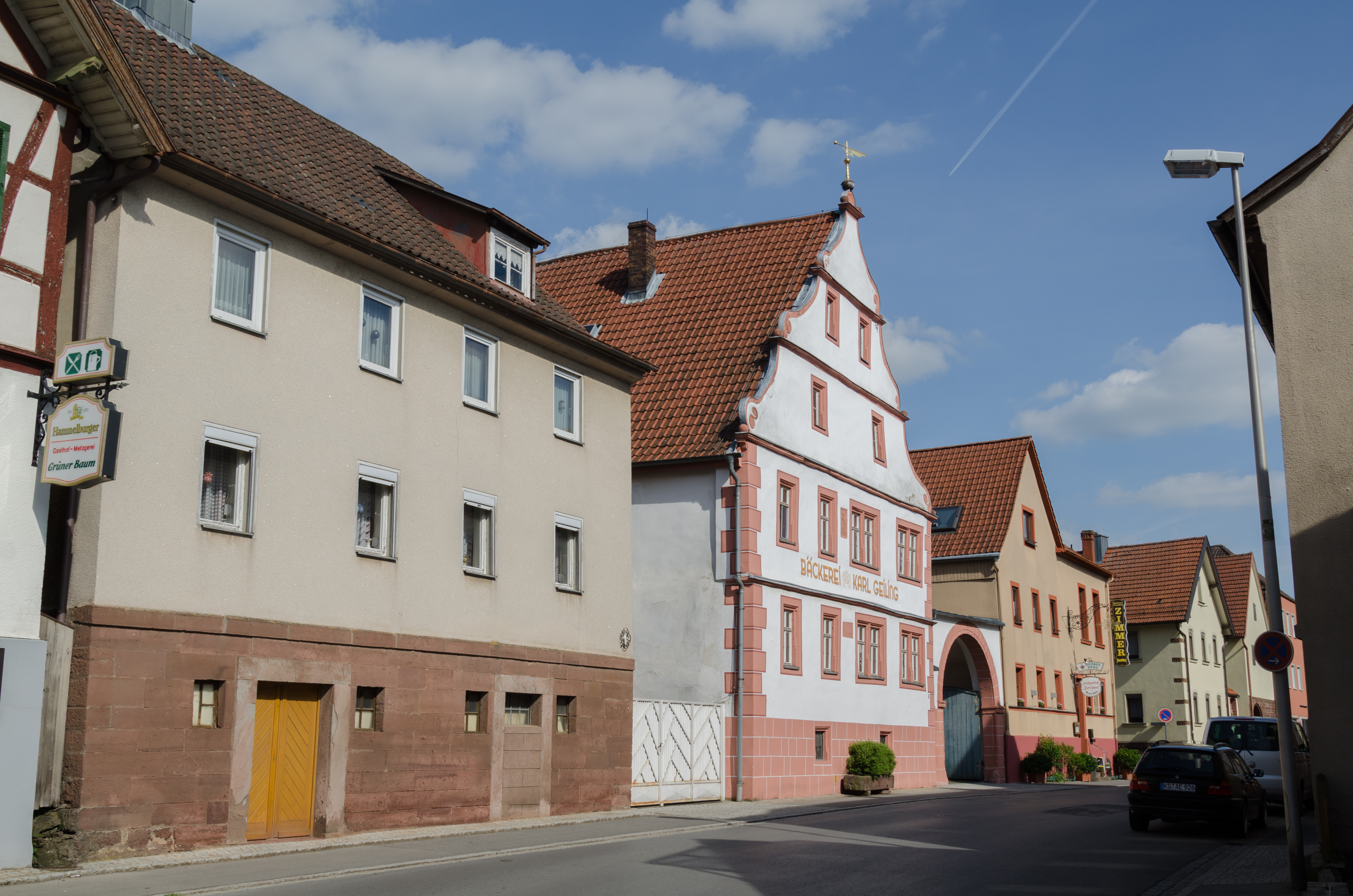
August-Ullrich-Straße in Elfershausen

Das Ensemble August-Ullrich-Straße/Domstraße in Elfershausen, einer Marktgemeinde im unterfränkischen Landkreis Bad Kissingen in Bayern, ist ein Bauensemble, das unter Denkmalschutz steht. 
Die nach Nordwesten auf den Kirchenhügel zulaufende Hauptstraße des Marktfleckens ist von Bauernhöfen gesäumt. Deren Wohnbauten besitzen teils als Traufseithäuser gestreckte Fronten mit Toreinfahrten, teils sind sie als Giebelhäuser mit der Hofmauer verbunden, in dem sich jeweils das Hoftor befindet. Die Häuser stammen meist dem 18./19. Jahrhundert und haben verputzte Fachwerkobergeschosse.

## Einzeldenkmäler
Siehe auch: Liste der Baudenkmäler in Elfershausen
- August-Ullrich-Straße 3 (Wohnhaus mit Hoftoranlage)
- August-Ullrich-Straße 4 (Hoftoranlage)
- August-Ullrich-Straße 3 (Hausfigur)
- August-Ullrich-Straße 7 (Hoftor)
- Domstraße 11 (Wohnstallhaus)
- Domstraße 14 (Pfarrhaus)